# Барселонес
Барселоне́с (исп. Barcelonés, кат. Barcelonès [bərsəɫuˈnɛs]) — район (комарка) в Испании, входит в провинцию Барселона в составе автономного сообщества Каталония.

## Муниципалитеты

Муниципалитеты района Барселонес

1. Барселона
2. Оспиталет-де-Льобрегат
3. Бадалона
4. Санта-Колома-де-Граманет
5. Сан-Адриан-де-Бесос